# Frau (schweizerische Zeitschrift)
Die Frau (Eigenschreibweise FRAU) war eine Schweizer Frauenzeitschrift, die von 1947 bis 1980 im Albis-Verlag Zürich erschien.

## Geschichte

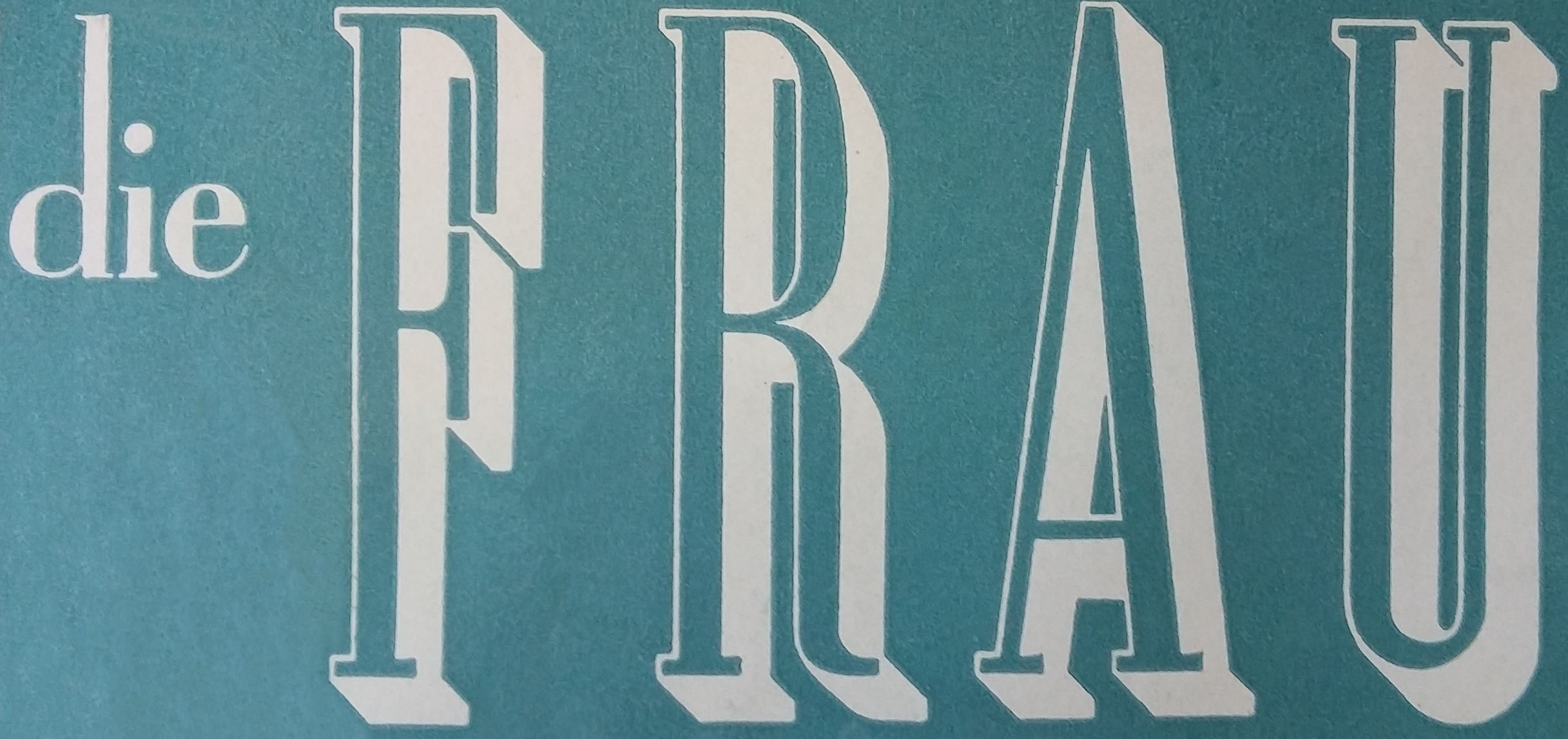
Erster Titelkopf 1947

Der Kaufmann und Verleger Paul Feissli suchte Anfang der vierziger Jahre eine «intelligente, initiative Frau, die ihm das Zusammenstellen eines Lehr- und Nachschlagewerks für junge Töchter im heiratsfähigen Alter, das er in Heftform verkaufte, besorgen sollte». Die junge Churer Primarlehrerin Anni Thöny, eben aus Graubünden nach Zürich gekommen, um hier ihren Beruf auszuüben, sagte zu. Es entstand das Hauswirtschaftliche Lehr- und Nachschlagewerk Die Frau. Ein paar Jahre später plante Feissli, der inzwischen den Albis-Verlag des Journalisten Heinrich Otto übernommen hatte, das Nachschlagewerk in eine moderne Frauenzeitschrift umzuwandeln. Er bot Thöny die Leitung an, und sie nahm das Angebot an. Im Februar/März 1947 erschien die erste Nummer unter dem Titel die Frau in einer Auflage von 8'000 Exemplaren (ab Mitte 1951 nannte sie sich ein paar Jahre lang Die Frau, dann wieder die Frau).

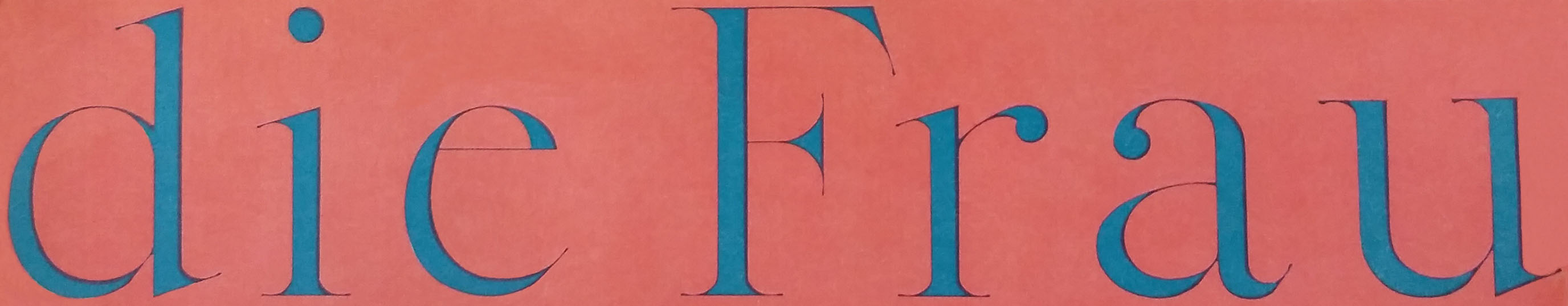
Titelkopf ab 1956

Thönys Anliegen war es, «Frauen zur Entwicklung einer selbständigen, unabhängigen Persönlichkeit anzuregen, nicht zu kämpferischen ‹Emanzen›, sondern zur eigenständigen Partnerin des Mannes». Die Frau sollte sich von der damals einzigen Schweizer Frauenzeitschrift Annabelle abheben, realitätsbewusster sein, beispielsweise die Knaus-Ogino-Verhütungsmethode, die schmerzlose Geburt und den Schwangerschaftsabbruch thematisieren. Sie war zudem «für eine weibliche, elegante Mode, die den Körper betont».
Anni Thöny war zunächst Einzelredaktorin und Chefin, Sekretärin, Telefonistin und Grafikerin in einer Person. Bei der Umstellung von zweimonatlicher auf monatliche Erscheinungsweise Anfang der 50er Jahre waren bereits drei, 1968 bei der Umstellung auf vierzehntägliche Erscheinungsweise sechs Redaktorinnen tätig, und die Auflage erreichte 75'000 Exemplare.

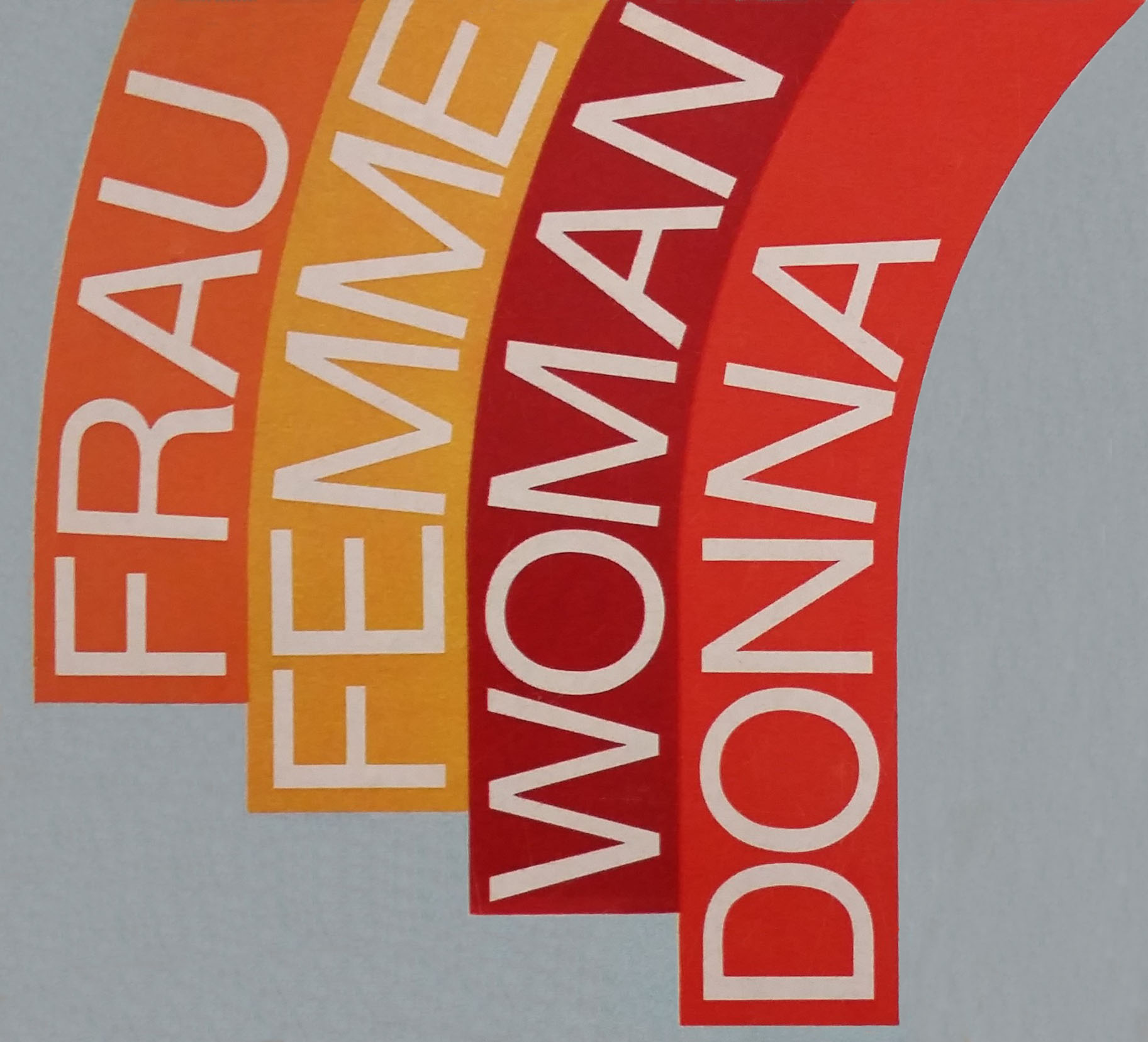
Titelkopf ab 1970

Die Zeitschrift änderte mehrmals ihren Namen. Bis Oktober/November 1951 nannte sie sich die Frau, bis Dezember 1955 Die FRAU, bis Dezember 1969 (wieder) die Frau.  Ab Januar 1970 nannte sie sich FRAU FEMME WOMAN DONNA und publizierte nun Sprachkurse in Französisch, Englisch und Italienisch. Das Risiko, dass man annehmen könnte, die Frau sei nun auch in Französisch, Italienisch und Englisch erhältlich, bewog die Zeitschrift Anfang 1973, die fremdsprachigen Bezeichnungen in den Untertitel zu verbannen, bevor auch dieser im April 1977 kommentarlos verschwand und die Zeitschrift sich nun einfach FRAU nannte.
Der Verleger Paul Feissli, seit 1963 auch Inhaber einer Tiefdruckerei, geriet 1979 nach ungünstigen Investitionen in finanzielle Schwierigkeiten. Anni Thöny verliess Ende März 1979 die Chefredaktion und war noch bis Mitte November 1980 Beraterin der Redaktion, während die drei Redaktorinnen Elisabeth Kissling, Simone Schilling und Iris Ziltener die Redaktion gemeinsam führten. Feissli verkaufte Mitte Oktober 1980 die Verlagsrechte hälftig an die Herausgeber von Annabelle/Elle und femina, Weltwoche Verlag AG bzw. Conzett & Huber Verlag AG; er musste auch seine Druckerei Albena AG, die Graphischen Betriebe Albena AG und den Albis-Verlag verkaufen. Ende Jahr wurde die Zeitschrift eingestellt und Anfang 1981 in die Annabelle/Elle und die femina integriert. Albis-Verlag und Albena AG wurden 1984 per Fusion von der Jean Frey AG übernommen.

## Redaktionelle Mitarbeiter
Bekanntere redaktionelle Mitarbeiter waren die Köchin Agnes Amberg, die spätere TV-Moderatorin Annet Gosztonyi, die langjährige Chefredaktorin Anni Thöny, die Schriftstellerin und spätere SP-Nationalrätin Doris Morf, die stellvertretende Chefredaktorin Eliane Meyer, die Kabarettistin Elsie Attenhofer, die Malerin Hanny Fries, die Schriftstellerin Hedi Wyss, die spätere Co-Chefredaktorin Iris Ziltener, die Juristin Liliane Decurtins und die Köchin Marianne Kaltenbach.

## Druckereien
Die erste Nummer von Februar/März 1947 wurde von der Buch- und Kunstdruckerei AG., Solothurn gedruckt, die folgenden bis Frühling 1948 von der Stampfenbach AG., Zürich. Bis Frühling 1949 druckte die Uto-Druck AG., Zürich, und ab Sommer 1949 U. Herzog Söhne, Rheinfelden, die Zeitschrift. Mitte 1951 übernahm die Buchdruckerei Berichthaus, Zürich, den Druck (ab 1957 unterstützt von E. Suter, Liebefeld/Bern, für den Offsetteil), bis der Verleger Feissli 1963 seine eigene Tiefdruckerei Albena AG, Glattbrugg, eröffnete. Die letzte Nummer Ende 1980 wurde von einem der beiden Käufer der Verlagsrechte, Conzett + Huber, Glattbrugg-Zürich, gedruckt.